# D35
D35 S.A. – wytwórnia filmowa założona i zaprojektowana przez Marcina Kryjoma.
Studio zostało zaprojektowane zgodnie z filozofią działania D35: (ang.) we embrace creativity/ high-tech, high quality, high creativity. Studio nagraniowe jest zlokalizowane w dawnej fabryce motocykli „Osa”.
Do realizacja studia D35 należą m.in:
- Ostatnia rodzina (2016)
- Jack Strong (2014)
- Papusza (2013)
- Układ zamknięty (2013)
- Drogówka (2013)
- Sęp (2013)
- Daas (2011)
- Wygrany (2011)
- Ciacho (2010)